# Инфамия
Инфа́мия (лат. infamia) — y древних римлян бесчестие, сопряжённое с лишением гражданина навсегда некоторых гражданских прав.
Игноминия (лат. ignominia) — временное лишение гражданина прав.
В дореволюционной России термин «инфамия» означал бесчестие, гнусность, позорное дело или дурную репутацию.

## В Древнем Риме
В древнеримском праве гражданин подвергался инфамии за:
- совершение позорных деяний (двоежёнство; дозволение, данное отцом дочери-вдове на вступление в брак до истечения законного срока траура; брак гражданина с вдовой при тех же условиях);
- занятие позорящей гражданина профессией (проституция, сводничество; профессия гладиатора, драматического актёра — но для ателланских актёров делалось исключение);
- в случае осуждения по некоторым гражданским процессам (сюда относилось нарушение обязательств, считавшихся особенно святыми, как, например, обязательства по договору товарищества или поклажи, а также нарушение обязанностей опекуна), за некоторые проступки (грабёж, обман, воровство) и за уголовные преступления.

Правовой конкурс всегда заканчивался инфамией. Подвергшиеся инфамии зачислялись в разряд эрариев (aerarii), то есть исключённых из всех триб и лишённых права голоса в народных собраниях; они лишены были и jus honorum, то есть права занимать государственные должности; исключались из войска; подлежали известным ограничениям относительно вступления в брак; не могли на суде защищать ни себя, ни других; свидетельские показания их не имели силы; они платили трибутум (tributum ex censu), но сумму такого налога цензоры для них завышали.
Более слабой степенью инфамии служила ignominia, наступавшая тогда, когда цензор объявлял гражданина недостойным его звания и изгонял его из трибы. На лиц, подвергшихся ignominia, не распространялись некоторые ограничения, падавшие на infames (подвергшихся инфамии) — лишение jus honorum, исключение из войска. Лица, подвергшиеся ignominia, могли быть восстановлены в своих правах последующими цензорами, тогда как infames заклеймлялись навсегда.